# Symphony of Death
Symphony of Death – drugi minialbum heavymetalowej grupy Grave Digger, wydany w 1994 przez G.U.N. Records.

## Lista utworów
1. Intro – 0:57
2. Symphony of Death – 4:27
3. Back to the Roots – 4:28
4. House of Horror – 3:38
5. Shout It Out – 3:10
6. World of Fools – 5:05
7. Wild and Dangerous – 2:46

## Twórcy
- Chris Boltendahl – śpiew
- Uwe Lulis – gitara
- Thomas Göttlich – gitara basowa
- Jörg Michael – perkusja